# Trachea derividata
Trachea derividata là một loài bướm đêm trong họ Noctuidae.